# Slovenská archeológia
Slovenská archeológia („słowacka archeologia”) – słowackie czasopismo naukowe poświęcone zagadnieniom z zakresu archeologii, wydawane przez Instytut Archeologii Słowackiej Akademii Nauk.
Na łamach czasopisma ogłasza się prace poświęcone najistotniejszym odkryciom archeologicznym i problematyce badań prehistorii, protohistorii, średniowiecza i współczesności, zarówno na Słowacji, jak i w całym regionie Europie Środkowej. Tematyka treści rozciąga się na dyscypliny pokrewne. Ponadto czasopismo ocenia najważniejsze przedsięwzięcia naukowe i recenzuje prace fachowe dotyczące obszaru Europy Środkowej.
Periodyk ukazuje się od 1953 roku. Jest publikowany dwa razy w roku.
Według stanu na 2020 r. funkcję redaktora naczelnego pełni Gabriel Fusek.

## Redaktorzy naczelni
- Anton Točík(inne języki)
- Bohuslav Chropovský
- Titus Kolník
- Gabriel Fusek(inne języki)